# Tripodichthys oxycephalus
 Tripodichthys oxycephalus és una espècie de peix de la família dels triacàntids i de l'ordre dels tetraodontiformes.

## Morfologia
- Els mascles poden assolir 20 cm de longitud total.[5][6]

## Alimentació
Menja invertebrats bentònics.

## Hàbitat
És un peix marí, de clima tropical i demersal.

## Distribució geogràfica
Es troba des de la costa oriental de l'Índia fins al Golf de Tailàndia i Indonèsia.

## Ús comercial
Es comercialitza fresc.